# Litlanesfjall
Litlanesfjall är en kulle i republiken Island. Den ligger i regionen Västfjordarna, 170 km norr om huvudstaden Reykjavík. Toppen på Litlanesfjall är 424 meter över havet, eller 209 meter över den omgivande terrängen. Bredden vid basen är 4,5 km.
Det finns inga samhällen i närheten.